# The Local Stigmatic
The Local Stigmatic è un film del 1990 diretto da David F. Wheeler.
È un film indipendente finanziato da Al Pacino e basato sull'omonima piece teatrale di Heathcote Williams, produzione off-Broadway già portata in scena da Pacino nel 1969.

## Trama
I protagonisti sono due emarginati del proletariato inglese affascinati dalla notorietà, dalla violenza e dalla perversione.
All'incontro, in un bar, con un noto attore cinematografico, seguirà un violento quanto immotivato pestaggio di quest'ultimo.

## Produzione e distribuzione
La produzione e la distribuzione del film furono molto travagliate: Al Pacino (anche autore e produttore) impiegò anni per terminare la produzione dell'opera e al momento di distribuirlo non seppe decidersi; decise di donarlo al Museum of Modern Art (MOMA) di New York, dove però poteva essere proiettato solo su esplicito permesso dell'autore. 
Dal giugno 2007 il film circola in DVD (ma solo nel mercato americano), in un cofanetto chiamato Pacino - An Actor's Vision che comprende anche le opere di Pacino come regista Chinese Coffee e Riccardo III - Un uomo, un re.